# Kes (película)
Kes es una película británica estrenada en 1969, del director Ken Loach y el productor Tony Garnett, y editada por Roy Watts. La película está basada en la novela A Kestrel for a Knave (Un cernícalo para un rapaz) por el autor británico Barry Hines, publicada en 1968. La película ocupa el séptimo lugar en la lista de las 100 mejores películas británicas según el Instituto de Cine Británico y el tercer lugar en su lista de las 50 películas que deberías ver a los 14 años. 
La compañía productora fue nombrada Kestrel Films. Ken Loach y Tony Garnett la usaron para posteriores colaboraciones como Family Life y The Save the Children Fund Film.

## Sinopsis
La película se centra en el joven de 15 años, Billy Casper, quien ha perdido la esperanza de ser más que un minero de carbón y es intimidado tanto en el hogar, física y mentalmente por su medio hermano Jud, así como en la escuela. Es un chico travieso que roba la leche de las carrozas de leche, mete a otros estudiantes en problemas, pelea y se porta mal.Se presenta como un niño emocionalmente abandonado y de baja autoestima. Su madre se refiere a él como un "caso sin esperanza". Mendiga para conseguir dinero, fuma cigarrillos, sueña despierto y no tiene intereses positivos en la escuela. Su mayor temor es terminar trabajando como un minero de carbón, pero no tiene ninguna vía de escape de lo que parece ser su destino.
Billy encuentra una salida a su tristeza cuando empieza a entrenar a un cernícalo que toma de un nido en una granja. Su interés en aprender sobre la cetrería lo lleva a robar un libro sobre el tema de una tienda de libros de segunda mano, ya que no puede conseguir la tarjeta de un prestatario para la biblioteca pública. La relación entre Billy y "Kes", su cernícalo a quien entrenaba, lo llevó a ver nuevos horizontes y a cambiar su punto de vista. Por primera vez en la película, Billy recibe elogios de su profesor de inglés después de dar una charla improvisada acerca de su relación con el pájaro. Un día Jud manda a Billy a un sitio para apostarle a un caballo, pero éste gasta el dinero que le dio en patatas fritas, pues él piensa que el caballo no tiene probabilidades de ganar. Pero el caballo sí resulta ganador y Jud se pone furioso, así que toma venganza.

## Producción y reparto
El rodaje de la película se llevó a cabo en Barnsley, una ciudad encontrada al sur del Condado de Yorkshire, en Inglaterra, por lo cual contiene un amplio conjunto de dialectos locales. La escuela utilizada como el set principal de filmación, fue la Escuela St. Helens, en el sur de Athersley, renombrada como la Edward Sheerien School y demolida en 2011. El elenco habla con el acento auténtico de Yorkshire (de West Riding para ser precisos), con extras que fueron contratados de dentro y de los alrededores de Barnsley. Además de esto, Lynne Perrie, era originaria de Rotherham, por lo que tiene un acento ligeramente diferente al de Barnsley. En una entrevista de 2013, el director Ken Loach dijo que después de su lanzamiento, United Artists organizó una presentación para algunos ejecutivos estadounidenses, quienes encontraron el dialecto mostrado en la película muy difícil de entender. La película se utiliza a menudo en las escuelas para las clases de inglés, ya que es menos común hoy en día escuchar el dialecto antiguo de West Riding, Yorkshire.
Tanto en la película como en el libro se ofrece un retrato auténtico de la vida en las zonas mineras de Yorkshire de aquel tiempo. El filme fue producido durante la decadencia de la industria minera de carbón en Inglaterra, ya que el carbón era cada vez más sustituido por petróleo o gas, dejando restricciones de salario y varias clausuras de canteras. Poco después del lanzamiento de la película, el yacimiento de carbón de Yorkshire donde fue filmada estuvo paralizada por dos semanas debido a una huelga.
| Actor            | Papel         |
| ---------------- | ------------- |
| David Bradley    | Billy Casper  |
| Lynne Perrie     | Sra. Casper   |
| Freddie Fletcher | Jud           |
| Colin Welland    | Sr. Farthing  |
| Brian Glover     | El Sr. Sugden |
| Bob Bowes        | Sr. Gryce     |
| Kathleen Scherer | Sra. Gardene  |

## Clasificación
La película fue originalmente clasificada como "universal" por el Consejo Británico de Clasificación de Películas, a pesar de contener una pequeña cantidad de palabras soeces, pues en esa época las demás clasificaciones eran solamente "adulto" y "X". Tres años después, Stephen Murphy, el secretario de la BBC, escribió una carta que se le daría la nueva clasificación de "Advertencia" bajo el sistema de entonces. Murphy argumentó, sin embargo que la palabra bugger, que significaría "escuincle" (Méx) o "pendejo" (Arg) es un término afectivo, no considerado ofensivo en donde se sitúa la película. En 1987, para su lanzamiento de VHS, se le dio una clasificación de PG (apta para mayores de 7 años) por el "uso frecuente de lenguaje leve", que mantiene hasta la actualidad.

## Recibimiento
El filme fue un éxito en boca de todos en Reino Unido, aunque un fiasco comercial en Estados Unidos. Roger Ebert le dio 4/5 estrellas y dijo que la película erró en estrenar en Chicago, y atribuyó su fracaso a los acentos de  Yorkshire.
El filme tuvo clamor universal y actualmente tienen una puntuación del 100% en Rotten Tomatoes. El director Krzysztof Kieślowski dijo que era una de sus películas favoritas.

## Versiones caseras
En abril de 2011 se lanzó una versión remasterizada digitalmente en DVD y Blue ray por The Criterion Collection. La versión en DVD tiene ciertas escenas dobladas para escuchar unos pocos dialectos menos que en la original.

## Premios
- 1970: Festival Internacional de Cine de Karlovy Vary - el Globo de Cristal.[9]
- 1971: Gremio de Escritores del Premio de Gran Bretaña - Mejor guion británico[10]
- 1971: BAFTA al mejor actor de televisión:
  - Mejor actor de reparto para Colin Welland.
  - Premio por el Más Prometedor Recién Llegado Actor Principal para David Bradley.